# Moshe Teitelbaum
Moshe Teitelbaum (sau Moses Teitelbaum; n. 1 noiembrie 1914, Újfehértó, Szabolcs-Szatmár-Bereg, Ungaria – d. 24 aprilie 2006, New York City, New York, SUA) a fost un rabin român, lider mondial al comunității hasidice Satmar. A fost și fondatorul localității Kiryas Joel din SUA.

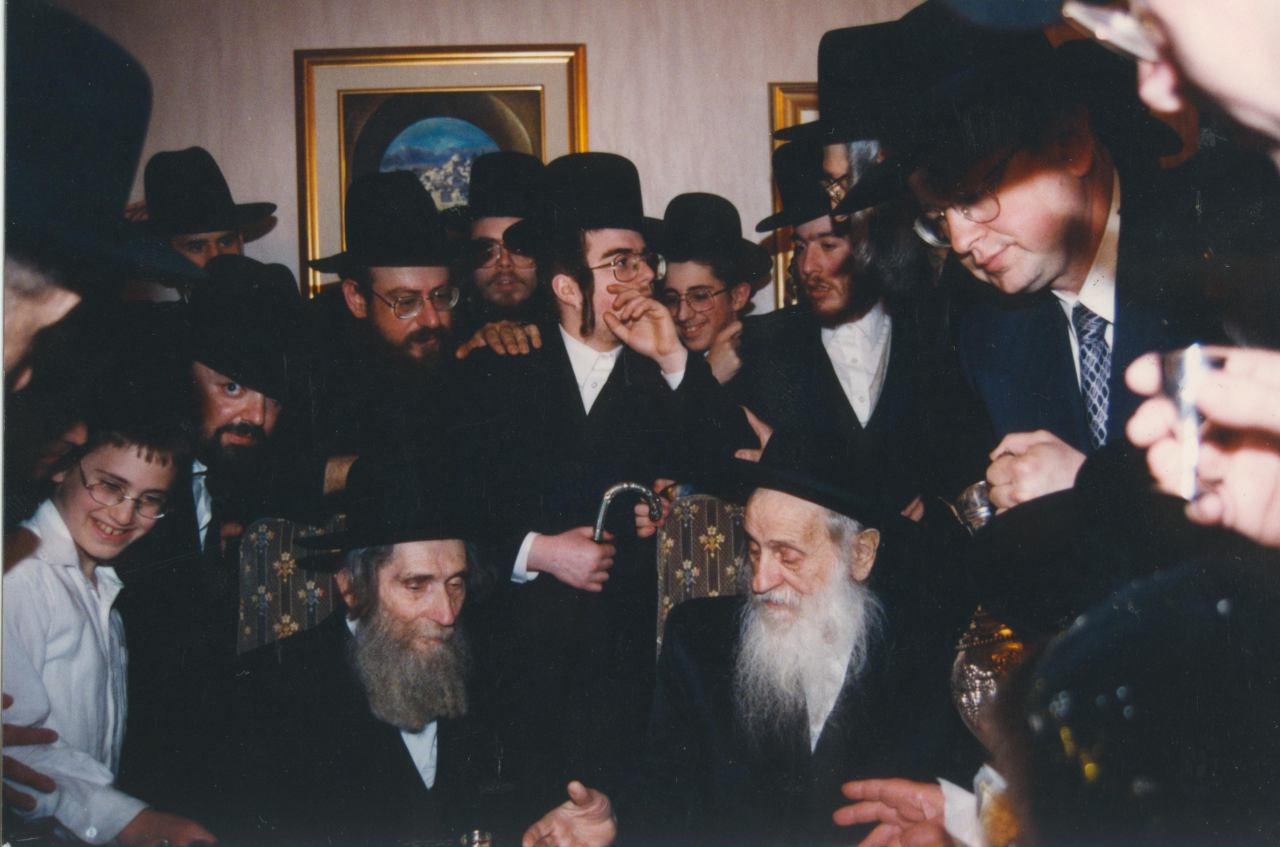